# SMS Zenta
Le SMS Zenta est le navire de tête de la classe de croiseurs protégés Zenta construit pour la marine austro-hongroise à la fin des années 1890. La classe comprend deux autres navires, le SMS Aspern et le SMS Szigetvár. Les navires de la classe Zenta sont destinés à servir d'éclaireurs de la flotte et à protéger les cuirassés contre les attaques des torpilleurs. Ils transportent une batterie principale de huit canons de 12 cm (4,7 po) fabriqués par Škoda. Le SMS Zenta et ses sister-ships sont les premiers grands navires de guerre de la flotte austro-hongroise entièrement armés de canons de fabrication nationale. Contrairement aux croiseurs austro-hongrois antérieurs, la classe Zenta abandonne l'armure de ceinture lourde au profit d'une vitesse de pointe plus élevée.
Le SMS Zenta entre en service en 1899, il est envoyé en Extrême Orient Asie pour représenter l'Autriche-Hongrie dans la région. Il est impliqué dans la révolte des Boxers dans la Chine Qing en 1900. Il débarque des troupes à terre dans le cadre de l'Alliance des huit nations pour protéger le quartier des légations et combattre dans la bataille des forts de Taku. le SMS Zenta retourne dans son port d'attache en 1901. Il est ensuite envoyé pour une autre croisière longue distance en 1902-1903 pour visiter divers ports d'Afrique et d'Amérique du Sud. À partir de 1904, le navire sert dans les eaux territoriales et participe à de nombreux exercices d'entraînement. En 1913, lors de la première guerre balkanique, il participe au blocus du Monténégro par une flotte internationale.
Au début de la Première Guerre mondiale en juillet 1914, le SMS Zenta est envoyé à l'extrémité sud de la mer Adriatique pour attaquer des cibles au Monténégro. Il navigue, avec le destroyer SMS Ulan, au large des côtes de ce pays pour imposer un blocus le 16 août lorsqu'ils rencontrent la principale flotte de combat française. Lors du combat d'Antivari qui suit, le SMS Zenta est coulé par les cuirassés français, avec de lourdes pertes en vies humaines car les Français n'ont pas réussi à récupérer les survivants.

## Conception

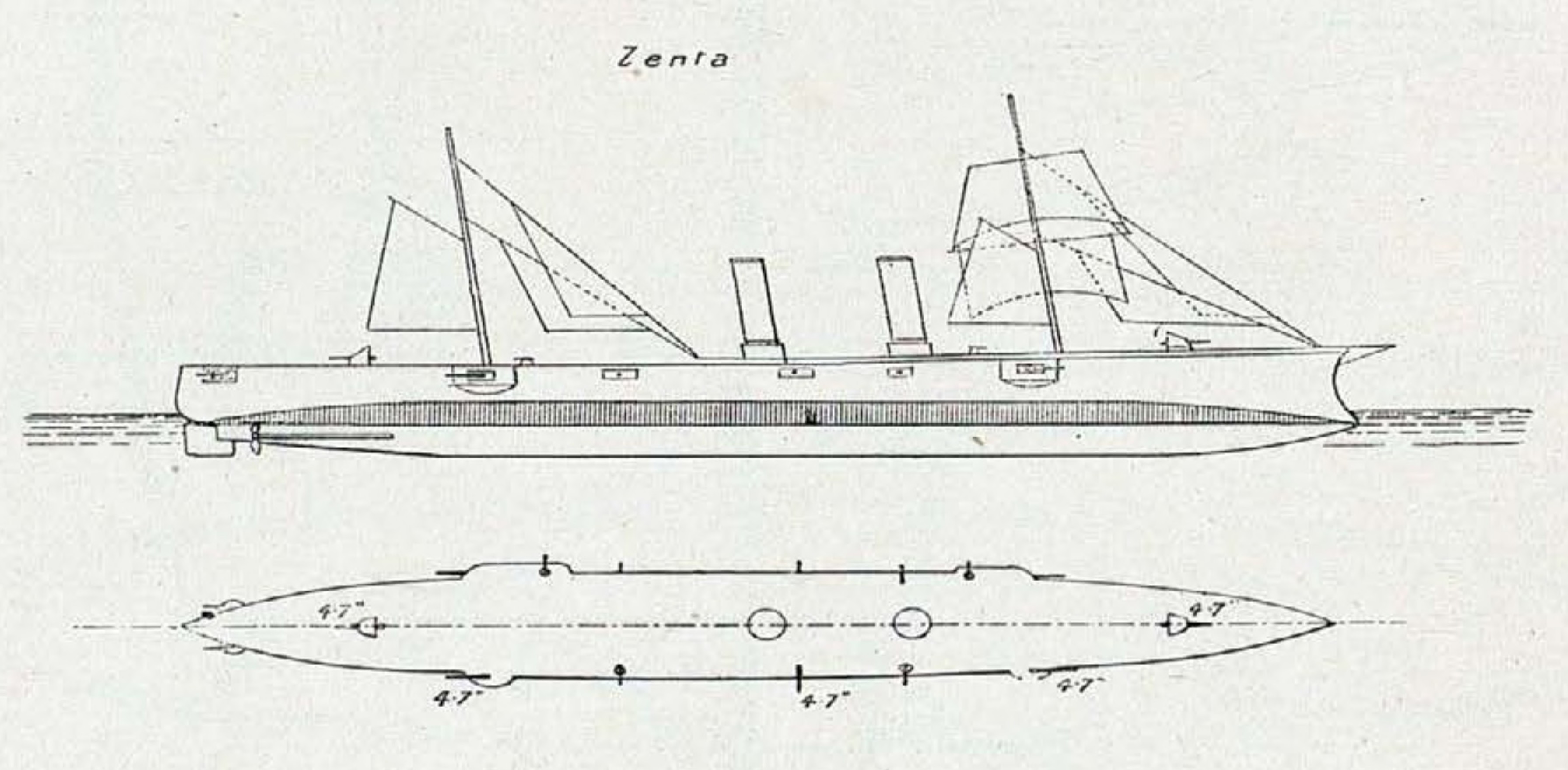
Line-drawing of the Zenta class

En janvier 1895, les officiers supérieurs de la marine austro-hongroise décident de construire deux types de croiseurs modernes, de grands croiseurs cuirassés d'environ 5 900 t et des navires plus petits d'environ 1 700 t. Ces derniers sont destinés à protéger les cuirassés de la flotte principale des attaques de torpilleurs et à rechercher les navires ennemis. Le constructeur en chef, Josef Kuchinka, prépare la conception initiale sur la base des spécifications émises par le commandement naval, au moment où sa conception finalement est approuvée au milieu de 1897, sa taille atteint environ 2 300 t. La validation finale du projet intervient après le début des travaux sur la première unité, le SMS Zenta.
Le SMS Zenta mesure 96 m (315 pi) de longueur au niveau de la ligne de flottaison et 96,88 m de long au total et 11,73 m de large. Son tirant d'eau de est 4,24 m. Le navire déplace 2 350 t et 2 543 t à pleine charge. L'équipage du SMS Zentas compte 308 officiers et hommes de troupe. Le système de propulsion se compose d'une paire de moteurs à vapeur à triple expansion, chacune entraînant une hélice à vis utilisant de la vapeur fournie par huit chaudières Yarrow au charbon. Leurs moteurs sont conçus pour produire 7 200 chevaux indiqués (5 400 kW) pour une vitesse de pointe de 21 nœuds (39 km/h ou 24 mph), bien que le SMS Zenta ait atteint une vitesse de 21,87 nœuds (40,5 km/h ou 25,17 mph) pour une puissance fournie de 6 401 kW lors de ses essais en mer le 30 mars 1899. Le navire transporte suffisamment de charbon pour lui donner une autonomie de 3 800 milles marins (7 000 km ou 4 400 mi) à 12 nœuds (22 km/h ou 14 mph). Pour augmenter leur autonomie, les croiseurs sont équipés d'un gréement brigantin de 585,8 mètres carrés sur leurs deux mâts.
La batterie principale du SMS Zenta se compose de huit canons de 12 cm (4,7 pouces) à tir rapide de calibre 40  fabriqués par Škoda. Un canon des canons est monté sur le pont supérieur à l'avant, six sont placés dans des casemates dans la coque, le canon restant est placé sur le pont supérieur à l'arrière. Il transporte également huit canons Škoda de calibre 44 de 47 mm (1,9 po) et deux canons Hotchkiss de calibre 33 de 47 mm pour la défense contre les torpilleurs. Ces canons sont tous montés individuellement, quatre dans la superstructure, le reste dans des casemates dans la coque. Le navire dispose également d'une paire de mitrailleuses Salvator-Dormus M1893 de 8 mm (0,31 po). L'armement est complété par une paire de tubes lance-torpilles de 45 cm (17,7 po) placée dans la coque au-dessus de la ligne de flottaison.
Le pont blindé se compose de deux couches d'acier de 12,5 mm (0,49 po) sur la proue et la poupe. Au centre du navire, où il protège les salles des machines, il est doublé pour atteindre une couche de 25 mm (0,98 po). Les casemates des canons principaux ont un blindage de 35 mm (1,4 po) d'épaisseur, la tourelle de commandement est protégée par deux couches de plaques de 25 mm sur les côtés. Chacun des canons de 12 cm est protégé par un bouclier de canon de 45 mm (1,8 po), il ne couvre pas totalement les canonniers.

## Carrière opérationnelle

### Déploiement en Chine 1896 - 1901
Nommé d'après la bataille de Zenta, le navire est achevé le 25 mai, pour un coût de 4,2 millions de couronnes, il est mis en service trois jours plus tard et reçoit l'ordre de se déployer en Extrême Orient dans les eaux chinoises. le SMS Zenta quitte  Pola le 10 novembre 1899 et relève le croiseur protégé SMS Kaiserin Elisabeth, à Colombo entre le 22 et le 28 décembre.
Le navire arrive à Singapour le 3 janvier 1900 puis continue son parcours vers Hong Kong. le SMS Zenta entreprend une tournée des ports en Chine en février, y compris ceux le long du fleuve Yangtsé, avant de retourner à Shanghai le 7 mai. De là, il atteint le Japon où le navire se trouvait le 30 mai lorsque la révolte des Boxers s'est accentuée. Les diplomates européens présents en Chine, ont alors demandé des forces pour garder le quartier des légations. Le SMS Zenta rejoint la flotte internationale réunie dans le cadre de l'Alliance des huit nations au large des forts de Taku le 2 juin et pendant les vingt jours suivants. Le 3 juin, une équipe de débarquement dirigée par le Fregattenkapitän Eduard von Montalmar, composée d'un officier, de deux élèves-officiers et de trente hommes enrôlés, débarque pour protéger les légations. Cette troupe défend les ambassades durant les deux mois du siège des légations. Un autre groupe, composé d'un officier, de trois cadets et de soixante-treize hommes, rejoint la force chargée de prendre d'assaut les forts de Taku le 17 juin. Montalmar et trois marins sont tués pendant les combats, quatre autres marins meurent des suites de leurs blessures.
Le SMS Zenta se rend à Yantai du 23 au 25 juin puis est retourné à Taku du 26 juin au 5 août. Le croiseur blindé SMS Kaiserin und Königin Maria Theresia arrive à Taku deux jours plus tard et son commandant prend le contrôle des forces navales austro-hongroises dans la région. Le 24 novembre, le navire retourne au Japon, où il est mis brièvement en cale sèche pour maintenance en décembre. Au début de janvier 1901, le SMS Zenta navigue ensuite vers le sud jusqu'à Bangkok, qui est atteint le 17 janvier. Le navire arrive à Hong Kong le 15 février et entame une tournée des ports chinois jusqu'en mai. Il se rend ensuite à Incheon en Corée plus tard ce mois-là, suivi d'un bref arrêt au Japon. Le navire retourne dans les eaux chinoises pendant les deux mois suivants avant de recevoir l'ordre de rentrer en Europe. Le SMS Zenta quitte la Chine le 25 juillet et atteint Pola le 1er octobre, il est ensuite placé en réserve.

### Croisière africaine 1902 - 1903
Le SMS Zenta passe la majeure partie de 1902 en réserve, mais il est réactivé à la fin de l'année pour une croisière d'entraînement en Afrique et en Amérique du Sud. Il quitte Pola le 15 octobre et atteint Mombasa au Kenya britannique, le 22 novembre. De là, le navire navigue jusqu'à Zanzibar et le 6 décembre arrive à Diego Suarez sur l'ile de Madagascar. Le même mois, le SMS Zenta visite Tamatave à Madagascar et Saint-Louis sur l'île de la Réunion. Le 2 janvier 1903, il se dirige vers Delagoa Bay et Lourenço Marques au Mozambique portugais. le SMS Zenta se rend ensuite à Durban, à East London, à Port Elizabeth et au Cap dans la colonie du Natal et la colonie britannique du Cap jusqu'au début du mois de mars. Il passe ensuite sur la côte atlantique de l'Afrique australe, s'arrêtant en Afrique du Sud-Ouest allemande puis visite Luanda en Angola portugais. Fin mars, le navire s'arrête à Banana et Boma dans l'État indépendant du Congo, remonte le fleuve Congo pour atteindre Matadi, au Congo, le 1er avril.
Du Congo, Le SMS Zenta quitte le Congo, fait une escale à Sainte-Hélène et se dirige vers l'Amérique du Sud. Il atteint Santos au Brésil, le 8 mai. Il se rend ensuite à Montevideo, en Uruguay, où il stationne jusqu'au 6 juin. Il traverse le Río de la Plata jusqu'à Buenos Aires, en Argentine. Le lendemain, le SMS Zenta pénètre dans le Rio Paraná et se rend à Rosario pendant deux jours avant de retourner à Buenos Aires. Il retourne ensuite dans les eaux brésiliennes avant de retourner en Afrique de l'Ouest, arrivant à Freetown, en Sierra Leone, le 22 juillet. Le navire continue sa croisière vers le nord, s'arrête à Dakar, au Sénégal français une semaine plus tard, puis à Tenerife dans les îles Canaries en Espagne, où il arrive début août. Plus tard en août, le SMS Zenta arrive à Funchal sur l'île de Madère. Le navire mouille ensuite dans plusieurs ports d'Afrique française du Nord ainsi qu'à Malaga, en Espagne, jusqu'en septembre. De là, il entame la dernière étape de son voyage, s'arrêtant à Corfou, en Grèce, à partir du 22 septembre, puis passe par Trieste le 2 octobre, où il est présent pour le lancement du cuirassé pré-dreadnought SMS Erzherzog Karl. Le navire retourne à son port d'attache à Pola quatre jours plus tard.

### Service dans les eaux territoriales 1904 - 1914
Du 1er janvier 1904 au 15 juin, le SMS Zenta sert comme chef de flottille pour la flottille de torpilleurs de la flotte principale. Durant cette période, le 20 janvier, la compagnie maritime hongroise Adria demande l'aide de la marine pour localiser le navire marchand SS Matelkovits dont elle est sans nouvelle depuis le départ du navire de Venise le 12 janvier. Le SMS Zenta et deux torpilleurs effectuent des recherches mais ne parviennent pas à localiser le navire. Les manœuvres d'entraînement d'été activités débutent le 15 juin pour se terminer le 15 septembre. Durant cette période, le SMS Zenta conserve son statut de chef de flottille. Il est présent lors de la visite pré-dreadnought HMS Bulwark (en), les croiseurs HMS Furious et HMS Pandora (en), et la canonnière torpille HMS Speedy (en) de la Royal Navy à Pola. Le navire passe le reste de l'année en cale sèche pour faire modifier ses canons de proue de 12 cm, installer un équipement sans fil et réparer sa proue après une collision avec un navire marchand à Trieste.
Le SMS Zenta rejoint la flotte principale le 1er janvier 1905, reprenant son rôle de chef de flottille. Le navire n'est réellement actif que durant les entrainements d'été du 15 juin au 15 septembre. Le SMS Zenta est présent pour le lancement du cuirassé pré-dreadnought SMS Erzherzog Ferdinand Max le 21 mai de cette année. En 1906, le navire participe à nouveau aux manœuvres d'été au sein de la IIe division lourde. Ces manœuvres se concluent par la simulation d'un assaut amphibie observé par l'archiduc François-Ferdinand. En clôture des manœuvres, le navire participe à une revue navale au large de Calamotta le 15 septembre, avant d'être mis en réserve. En 1907, le navire subit des réparations de son double fond et n'est activé que durant les exercices d'été. En 1908, il n'est pas activé.
Le 16 mars 1909, le SMS Zenta est activé pour rejoindre une démonstration navale internationale au large des côtes du Levant. Le contingent austro-hongrois comprend le croiseur blindé SMS Kaiser Karl VI et le torpilleur SMS Magnet. Les navires quittent Pola le 22 avril et se rendent au Pirée où ils ont rejoignent la flotte internationale et restent au port du 26 avril au 2 mai. Le SMS Zenta patrouille au large de Mersin et d'Antioche le long des côtes de l'Empire ottoman, pendant plusieurs semaines avant de retourner en Grèce le 16 mai. Jusqu'au 5 juin, le navire stationne en Grèce avant partir pour Teodo, au Monténégro, où il arrive trois jours plus tard. Le SMS Zenta est présent pour le lancement du pré-dreadnought SMS Radetzky à Trieste le 3 juillet. Il participe aux manœuvres d'été et affecter aux forces de défense, il est de nouveau désarmé le 31 août.
Pendant les années suivantes, le navire n'est en service que par intermittence, il est présent au lancement du pré-dreadnought SMS Zrinyi le 12 avril 1910 et au lancement du cuirassé dreadnought SMS Viribus Unitis à Trieste le 24 juin 1911. Durant cette période, un nouvel émetteur radio est installé. Pendant la première guerre des Balkans de 1913, une flotte internationale est formée pour bloquer le Monténégro dans son occupation du port de Scutari. Le SMS Zenta est envoyé dans le cadre du contingent austro-hongrois. Il quitte Pola le 19 mars et, deux jours plus tard, arrive pour patrouiller au large de Meljine. Le navire connait peu d'activité pendant le reste de l'année. Le 1er avril 1914, il est affecté à une croisière d'entraînement, d'un contingent de 240 cadets de la marine, accompagné des anciens navires de défense côtière SMS Monarch et SMS Babenberg. Stationné à Gravosa le 10 avril, l'équipage est exposé à une épidémie de méningite. Un premier homme tombe malade et doit être évacué terre à Raguse le lendemain. L'infection commence à se propager et le 1er mai, un autre homme doit être hospitalisé à Cattaro . Le SMS Zenta reçoit l'ordre de retourner à Pola pour être mis en quarantaine à Fasana le lendemain. Quarante des cadets sont hospitalisés, soixante autres sont transférés sur le tender SMS Spalato, les cadets restant participent à la désinfection du navire, la quarantaine est levée quinze jours plus tard, le 17 mai.

### Première Guerre mondiale
Au début de la Première Guerre mondiale en août 1914, le SMS Zenta est affecté à la Ire Division de croiseurs, comprenant les croiseurs blindés SMS Sankt Georg, SMS Kaiser Karl VI, SMS Kaiserin und Königin Maria Theresia, et les deux navires de la  classe Zenta, sous le commandement du vice-amiral Paul Fiedler. Le 8 août, le SMS Zenta et son navire jumeau le SMS Szigetvár se dirigent vers le sud pour bombarder la station radio d'Antivari. Les navires de la Ire Division de croiseurs commencent un blocus de la côte du Monténégro. Huit jours plus tard, le SMS Zenta, accompagné du destroyer SMS Ulan patrouillent sur la ligne de blocus au large de Teodo. Le même jour, le 16 août, la principale flotte française, la 1re Armée Navale sous le commandement de l'amiral Auguste Boué de Lapeyrère, entre dans le sud de l'Adriatique à la recherche de la flotte austro-hongroise.
Vers 8 h 30, les vigies de la flotte française repèrent de la fumée à l'horizon alors qu'ils naviguent vers le nord. Les Austro-Hongrois repèrent à leur tour repéré l'approche de la flotte française et se rapprochent du rivage pour fuir vers le nord, espérant que le littoral les masquerait. À 9 h 3, la flotte française rencontre le SMS Zenta et le SMS Ulan au large des côtes du Monténégro et ouvre le feu. le SMS Zenta, commandé par Paul Pachner, vire pour engager les Français tandis que le SMS Ulan s'enfuit vers le nord à grande vitesse. le SMS Zenta subit une grêle de tirs français, qui finissent par perturber la visée de l'artillerie française, car il est impossible de déterminer la chute de tir de chaque navire. le SMS Zenta tire avec ses canons de 12 cm, les obus tombent à environ 300 à 400 m trop court et  n'auraient en aucun cas infligé de dommages aux cuirassés lourdement blindés. Le SMS Zenta plus lent tente d'échapper aux tirs français, mais il reçoit rapidement plusieurs coups qui arrêtent ses moteurs et entrainent un incendie vers 9 h 12. À 9 h 20, Boué de Lapeyrère ordonne à ses navires de cesser le feu, au même moment le SMS Zenta brûle gravement et gîte par la poupe. À 9 h 30, la proue de Zenta bascule vers le haut à un angle de 45 degrés et coule rapidement à environ 4 à 5 milles marins (7,4 à 9,3 km) au large de Castellastua, ses drapeaux toujours aux vents.
L'équipage du SMS Zenta subit de lourdes pertes dans la bataille, avec 173 hommes tués. Les Français n'ont pas récupéré les survivants, Boué de Lapeyrère supposant  que les barques du Zenta pouvaient les récupérer ou que les hommes pouvaient nager jusqu'au rivage. 139 hommes d'équipage, dont Pachner, réussissent à nager jusqu'au rivage. Ils sont capturés par les forces monténégrines et emprisonnés comme prisonniers de guerre à Podgorica. Au début de 1916, l'armée austro-hongroise vainc le Monténégro et les survivants du SMS Zenta sont libérés. le SMS Ulan, quant à lui, réussit à fuir vers le nord, poursuivi par les destroyers français et le croiseur cuirassé Jurien de la Gravière.